# アッシュ (制作プロダクション)
株式会社 アッシュ（英称：A'sh）は、日本の制作プロダクション。

## 概要
「映像事業」「ブランディング」「プロモーションデザイン」「地方創生」と「エンターテインメント」の5つを事業領域とする。
テレビ番組の制作を祖業とし、主な実績としてテレビ番組名が並ぶが、現在は「RUSH BALL特番」以外のテレビ番組制作を行っておらず、対企業の業務がほとんどを占めている。
2021年に、地方創生、地域活性化事業において、株式会社ポニーキャニオン エリアアライアンス部と業務提携を結び双方の有するコンテンツ制作、プロモーション力を活用・補完し合い、業務活動領域の拡大に質することを目標にしている。

## 過去の制作テレビ番組
ytv
- キューン!
- 24時間テレビ 「愛は地球を救う」
- ベストヒット歌謡祭
- あさパラ!
- ズームイン!!サタデー
- 大阪ほんわかテレビ
- 情報ライブ ミヤネ屋
- 24時間テレビ 「愛は地球を救う」
- 西田二郎の無添加ですよ!
  - つながりファンタジー いつも!ガリゲル
- 声〜あなたと読売テレビ
- 朝生ワイド す・またん!
- 上沼・高田のクギズケ!
- 音力
- キスだけじゃイヤッ!
- WEST20
- WEST21
- オモシロ好奇心☆どろんぱ!
- 芸恋リアル
- 今夜はシャンパリーノ
- わおーん!
- 鳥人間コンテスト選手権大会
- 映画ダイジェスト
- 愛の修羅バラ!
- Music&Entertainment ガチカメ7
- ズームイン!!SUPER
- AKBと××!

毎日放送
- MUSIC EDGE
- ベリータ
- mm-tv

ABCテレビ
- ムーブ!
- ナイトinナイト
- 地元応援バラエティ このへん!!トラベラー
- 天真爛漫☆セキララ子〜恋敗女子のための幸せ応援バラエティ〜

関西テレビ
- 2時ワクッ!
- FNNスーパーニュースアンカー
- 炎上base

その他
- うまカラ!ちゃん（福岡放送）
- メルヘンプロダクション（奈良テレビ・三重テレビ）
- ザヴァイバル（奈良テレビ・三重テレビ）
- Joshin!もしもしショッピング（サンテレビなど）

### CM
- K-POWERS（企業CM・イベント告知）
- 大前歯科クリニック
- パリムデンタル
- 城本クリニック
- あんぱんまんミュージアム
- 関西マツダ
- ホンダカーズ大阪
- カーネクスト
- 小さなお葬式
- KANSAI COLLECTION
- NTカッター
- 日本公認会計士協会
- ドリーム
- 大阪市広報
- 株式会社大倉「HESTAシリーズ」
- わかさ生活
- パイナップル豆乳ローション
- スマレジ
- メロディアン
- SHINNIKEN「アンチヴァイラルクリーン編」「トップクラス編」

### VP
- 新明和工業
- ユニバーサル・スタジオ・ジャパン
- Sansan
- P&G
- ナカバヤシ
- ケアネット
- JATO株式会社
- 平川商事
- 湯快リゾート
- FM802
- avex
- アストラゼネカ
- イーライリリー
- 大阪大学
- 脳情報通信融合研究センター
- 環境省
- ナリス化粧品
- SHARP
- 福屋ホールディングス
- 大阪ガス
- NTTコミュニケーションズ
- ワコール
- グンゼ
- 三菱パワー
- アジュバンコスメジャパン
- エム・シー・アンド・ピー
- エナリス
- カネカ
- 京ろまん
- グリーンズ・コーポレーション
- クレオ
- 電通
- 博報堂
- 日立造船
- DIALPAD JAPAN

### イベント
- RUSH BALL
- KANSAI COLLECTION
- 17メディア ライブ配信
- Romantic KIMONO Festival 2018
- Belief fes 2020
- ユニバーサルスタジオジャパン
- CEATEC

### 運営 YouTubeチャンネル
- ヒロ寺平 -「Channel Hiro T」
- 大抜卓人 -「TACTY Ch」
- 森川みどり -「シネマへようこそ」
- ほめる達人協会 西村貴好理事長 - 「SS TIME」

## スタッフ
- 小川貴弘（会長）
- 塩野恵麻（代表取締役）
- 岡本尚樹（取締役・プロデューサー）
- 苗村一宏（取締役・監督）
- 井本稔章（取締役・プロデューサー）
- 吉中健（チーフディレクター）
- 岩永亮平（ビジネスプロデューサー・WEBディレクター）
- 清水萌（ディレクター）
- 寺田有紀（プロジェクトマネージャー）
- 鈴木ラーソン（パフォーマー・プランナー）
- 藤原侑亮（ディレクター）
- 田川ひかる（エディター・デザイナー）
- 山本凌雅（ビデオグラファー）
- 荒木潤菜（デスク）
- 福田信哉（エグゼクティブ・プロデューサー）